# Língua yuqui
O Yuqui (ou Yuki) é uma língua Tupi-Guarani do subgrupo II. É falada pelos Yuquis da Bolívia.